# Neuropeptide S
 (août 2024).
Le Neuropeptide S (NPS) est un peptide composé de 20 acides aminés, connu pour son rôle dans la promotion de l'éveil et la régulation de l'anxiété. Découvert relativement récemment, le NPS et son récepteur (NPSR) sont impliqués dans divers processus physiologiques et comportementaux, notamment la mémoire, les réponses au stress et les cycles veille-sommeil.

## Découverte et Structure
Le NPS a été nommé en raison de sa sérine conservée en N-terminal. Il est produit par des neurones situés principalement dans le tronc cérébral. Le récepteur du NPS, NPSR, est un récepteur couplé aux protéines G, largement distribué dans le cerveau, ce qui suggère son implication dans de nombreuses fonctions neurologiques.

## Mécanismes d'Action
Le NPS exerce ses effets principalement via le récepteur NPSR, qui est associé à la voie des protéines G. Lorsque le NPS se lie à son récepteur, cela entraîne une augmentation des niveaux intracellulaires de calcium et d'AMPc, menant à la dépolarisation des neurones et à l'activation des circuits neuronaux impliqués dans l'éveil et la réduction de l'anxiété.

## Rôle dans la Régulation du Sommeil
L'injection de NPS dans le cerveau, au niveau du noyau préoptique ventrolatéral (VLPO), une région clé pour la régulation du sommeil NREM provoque une augmentation de l'éveil et une diminution du sommeil lent (NREM). En effet, le NPS dépolarise les interneurones locaux, ce qui renforce leur tonus inhibiteurs sur les neurones promoteurs de sommeil du sommeil et favorise l'éveil.

## Effets sur l'Anxiété et le Stress
Le NPS joue également un rôle dans la modulation de l'anxiété et des réponses au stress. Il a été démontré que le NPS réduit les comportements anxieux et améliore les performances en mémoire en réponse à des situations stressantes. Cette action anxiolytique est en partie médiée par l'activation des neurones dans l'amygdale, une région du cerveau impliquée dans les émotions et les réactions au stress.

## Applications Thérapeutiques
Les propriétés du NPS en font une cible potentielle pour le traitement de divers troubles du sommeil et de l'anxiété. Des recherches continues visent à développer des agonistes et des antagonistes spécifiques du récepteur NPSR pour moduler ses effets et traiter des conditions telles que l'insomnie, les troubles de stress post-traumatique (TSPT) et d'autres troubles anxieux.